# Iwan Sergejewitsch Malzow
Iwan Sergejewitsch Malzow (russisch Иван Сергеевич Мальцов; * 1807; † 1880 in Nizza) war ein russischer Unternehmer, Literat, Diplomat und Mäzen.

## Leben
Malzow, Sohn des adligen Unternehmers Sergei Akimowitsch Malzow und seiner Frau Anna Sergejewna, verwitwete Ladyschenskaja, geborene Fürstin Meschtscherskaja, besuchte das Adelspensionat an der Universität Moskau. Nach dem Tode seines Vaters 1823 übernahm er das reiche Erbe mit vielen Glashütten und der Kristallglasfabrik in Gus im Mittelpunkt und lebte bei seinem Onkel Iwan Akimowitsch Malzow in Moskau.
Zur Vervollständigung seiner Bildung trat Malzow in den Dienst des Moskauer Archivs des Kollegiums für die auswärtigen Angelegenheiten als einer der Archivjungen wie auch D. W. Wenewitinow und Fürst Wladimir Odojewski, in dessen Wohnung sich der geheime Kreis der Liebhaber der Philosophie der Slawophilen traf. Malzow arbeitete in der Zeitung dieses Kreises mit und schrieb Übersetzungen, Erzählungen und geschichtliche Artikel. Für das neue Sammelwerk Hermes beauftragten M. P. Pogodin und D. W. Wenewitinow 1826 Malzow mit Übersetzungen von Ancillon und Schiller. Von großer Bedeutung war Malzows Veröffentlichung 1827 von Auszügen der Übersetzung der neunbändigen Napoleon-Biografie Walter Scotts, die in Westeuropa äußerst erfolgreich war und in Russland verboten wurde.
1827 wurde Malzow nach St. Petersburg versetzt und 1828 zum Ersten Sekretär der von Alexander Gribojedow geleiteten russischen Botschaft in Teheran ernannt. Als 1829 die russische Botschaft gestürmt und das gesamte Personal mit dem Botschafter getötet wurde, gelang es Malzow als Einzigem zu entkommen. Er begab sich zum Schah und widerlegte die falschen Anschuldigungen. Als einziger russischer Geschäftsführer im Iran diente er nun als Generalkonsul in Täbris. Er erhielt den Orden des Heiligen Wladimir II. Klasse und 1830 den Orden der Heiligen Anna II. Klasse.
1831 kehrte Malzow zurück und führte in Gus in seiner Kristallglas-Fabrik moderne Produktionsmethoden ein. Bereits auf der II. Allrussischen Manufakturwarenausstellung 1831 in Moskau wurde das Gus-Kristallglas mit einer Kleinen Goldmedaille ausgezeichnet. 1833 folgte die Große Goldmedaille der St. Petersburger Ausstellung. 1833 gründeten Malzow und sein Onkel Iwan Akimowitsch Malzow mit anderen die Transkaukasien-Gesellschaft, die die Malzow-Kristallglaswaren in den Iran, nach Zentralasien und Transkaukasien lieferte.
1834 wurde Malzow Kammerherr, 1835 Mitglied des Allgemeinen Büros des Asien-Departments und darauf Mitglied des Rates des Außenministeriums. 1835 reiste er im Gefolge Kaiser Nikolaus I. mit Vizekanzler Karl Robert von Nesselrode ins Ausland, wobei er auch eine böhmische Glashütte besuchte. Nach seiner Rückkehr ließ er in Gus Goldrubinglas herstellen. 1836 erhielt Malzow die Genehmigung für den Bau einer Baumwollspinnerei in St. Petersburg, zu deren Aktionären auch der Dichter Wassili Schukowski gehörte. 1855–1864 war er dreimal kommissarischer Geschäftsführer des Außenministeriums. 1856 trat er in das von L. Tengoborski geleitete Zollkomitee ein. Bei seinen Auslandsbesuchen interessierte er sich immer für technische Neuerungen, die er dann erfolgreich in seinen Betrieben einführte. Er besaß neben der Gus-Kristallglasfabrik sechs Glashütten und ein Steinhaus in Moskau. Er vergrößerte seinen Landbesitz, erwarb drei weitere Glashütten und kaufte ein Steinhaus in St. Petersburg und zwei Holzhäuser in Moskau. Die mit Malzows Geld in Gus gegründete Grundschule für Handwerker wurde 1875 in eine zweiklassige Ministeriumsschule für Jungen und Mädchen umgewandelt. 1876 eröffnete er eine zweiklassige Schule an der Welikodworski-Glashütte bei Gus. Für die Gründung der Technik-Schule in Wladimir stiftete er 500.000 Rubel. Anfang 1880 stattete er seine zwei größten Glaswerke mit Dampfmaschinen aus. Ein Teil des Familienbesitzes wurde in die Usines Maltzoff integriert.
Malzow war kinderlos und vermachte vor seinem Tode seinen gesamten Besitz seinem Neffen Juri Stepanowitsch Netschajew-Malzow. Malzow starb in Nizza und wurde auf dem Moskauer Nowodewitschi-Friedhof beigesetzt. Sein Grab ist nicht erhalten.